# Comté d'Iron (Utah)
Pour les articles homonymes, voir Comté d'Iron.
Le comté d’Iron est l’un des vingt-neuf comtés de l’État de l'Utah, aux États-Unis. Son siège est Parowan, mais la plus grande ville du comté est Cedar City.
Le parc national de Zion s'étend en partie sur le comté.

## Comtés adjacents
- Comté de Washington, Utah (sud)
- Comté de Kane, Utah (sud-est)
- Comté de Garfield, Utah (est)
- Comté de Beaver, Utah (nord)
- Comté de Lincoln, Nevada (ouest)